# Skinwalker

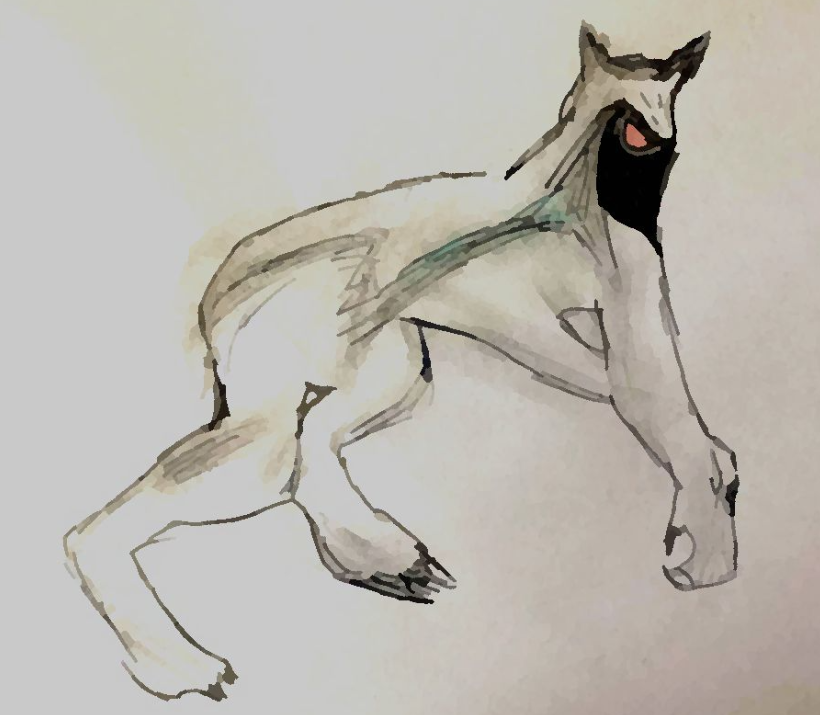
Künstlerische Interpretation eines Skinwalker

Skinwalker (deutsch etwa „Hautgänger“), auch Skin-switcher („Hautwechsler“) genannt, ist die Bezeichnung eines mythischen Wesens vornehmlich der Navajo-Folklore. Die Navajo selbst nennen das Wesen in ihrer Sprache Yeenaldlooshii oder Naaldlooshii. Der Überlieferung nach ist es eine Hexe oder ein abtrünniger Schamane, der sich Tier- oder Menschenhaut überstreift. Skinwalker beherrschen die Kunst des Gestaltwandelns und sollen kannibalistisch geneigt sein. Sie sind auch anderen nordamerikanischen indigenen Völkern bekannt, zum Beispiel den Hopi. In modernen Subkulturen und Großstadtlegenden werden sie gern mit Werwölfen verglichen. Die Legenden um Skinwalker haben Literaturwerke und Horrorfilme inspiriert.

## Etymologie
Das Wort Yeenaldlooshii entstammt dem sogenannten Diné-Dialekt, der Hauptsprache der Navajo, und liegt in abweichenden Lesungen und Schreibungen vor: Yee-Naaldlooshii, Yee Naaldlooshi und Yenaaldooshii. Es ist ein Portemanteau, das auf die Navajo-Wörter ts’ee („lose Haut“) oder ye’eh („etwas wie ein anderer tun“ oder „es wird getan“) und naaldlooshii („das, was auf allen Vieren geht“; im Sinne von „Tier“) zurückgeht. Dabei bezeichnet naaldlooshii in erster Linie domestizierte Farm- und Haustiere. Das Wort kann aber auch „trotten“ oder „schreiten“ bedeuten. Generell bezieht sich das Wort sinnbildlich auf Pfotengänger, was somit Geflügel (zum Beispiel Hühner) und Paarhufer (wie Rinder und Schweine) bewusst ausschließt. Die vollständige Navajo-Bezeichnung lässt sich wörtlich am besten mit „wie ein Tier auf allen Vieren gehen“ oder „mit dieser Haut geht er wie ein Tier“ übersetzen. Tatsächlich übersetzen die Navajo das Wort Yeenaldlooshii selbst ins Englische mit „Skinwalker“ oder „Skin-switcher“.
Manche Indianerstämme bezeichnen Skinwalker auch als Ma’ii Tsoh, was eigentlich „Kojote“ oder „großer Wolf“, aber auch „Hexe“ bedeutet. Die Navajo selbst übersetzen das Wort Ma’ii Tsoh sinnbildlich mit „Wolfsmann“ oder „Wolfsmensch“, meinen aber für gewöhnlich ebenfalls Kojoten und Wölfe als Tiere. In Navajo-Zeremonien werden verwandelte Wölfe und Kojoten als Naatl’eetsoh bezeichnet. Auch dies ist ein Kofferwort, das sich aus na’atleh („zu etwas werden“), tl’ee („trotten“ oder „schreiten“) und ts’ooh („der Große“ oder „Mann“) zusammensetzt.

## Beschreibung

### Aussehen
Am häufigsten soll der Skinwalker in Gestalt von Kojoten und/oder Wölfen erscheinen. Angeblich fällt er dann durch seine unnatürliche Größe und seine hellen Iriden auf. Andere Skinwalker weisen angeblich große äußerliche Ähnlichkeiten mit modernen Werwolfbeschreibungen auf: Sie erscheinen dann in Gestalt eines Wer-Tieres, mit dem Körper und den Beinen eines Menschen und mit dem Kopf und den Pranken eines Kojoten oder Wolfes. Der Skinwalker kann auch in Tiergestalt aufrecht auf zwei Beinen gehen und laufen, er soll dann sehr schnell und behände sein. In vielen Anekdoten wird behauptet, sie könnten auch als Tiere sprechen. Skinwalker können angeblich aber auch in Gestalt kürzlich verstorbener Familienmitglieder erscheinen.

### Entstehung
Ein Skinwalker soll meist das Werk einer älteren Frau sein, die sich als Hexe betätigt. Oft soll sie in den Diensten eines Schamanen stehen, in manchen Überlieferungen übt der Schamane selbst die schwarze Magie aus. Beide sollen die Fähigkeit haben, von Tieren, aber auch von Menschen Besitz zu ergreifen, um sie zu kontrollieren und für meist kriminelle Aufträge einzusetzen, oder um Menschen zu jagen und ihren kannibalistischen Gelüsten zu frönen. Um die Fähigkeit der Besitzergreifung zu erlangen, zieht sich die Hexe oder der Schamane in eine Höhle zurück, streift sich ein Tierfell oder Menschenhaut über und vollzieht ein bestimmtes Ritual. Dazu soll gehören, dass der Beschwörer vorher ein besonders abscheuliches Verbrechen begangen hat, so besonders Inzest, Mord an der eigenen Familie und/oder Kannibalismus. Ein erfahrener Beschwörer kann aber angeblich auch andere Menschen zu Skinwalkern machen. Während des Tragens des Fells oder der Haut soll sich der so entstandene Skinwalker in das Tier oder die Person verwandeln können, von dem das Fell oder die Haut stammt.

### Verhalten
Skinwalker, die im Dienste einer Hexe oder eines Schamanen stehen sollen, werden angeblich gern als Spione und/oder Auftragsmörder eingesetzt: Der Besessene schleicht sich nachts in ein vorgesehenes Dorf und lugt durch die Fenster – findet er eines, das offen steht, steigt der Skinwalker nicht selten ein und richtet große Verwüstungen an oder attackiert die Bewohner. Alternativ klettert er lautlos auf das Dach des Hogan, beschädigt es geschickt und streut ein giftiges Pulver („Zauberpulver“) durch die Öffnungen (oder durch Dachfenster). Dieses „Zauberpulver“ soll aus den Knochen ermordeter Kinder bestehen und das Opfer in den Wahnsinn treiben, ihm Unglück bescheren oder es gar töten.
Andere Skinwalker, die nicht unter dem Bann eines Beschwörers stehen (also solche mit freiem Willen), sollen sich gerne nachts auf Friedhöfen herumtreiben und Gräber plündern, um entweder die Leichen von kürzlich Bestatteten zu fressen (Nekrophagie) oder um sich sexuell an ihnen zu vergehen (Nekrophilie). Andere Skinwalker sollen sich in Gestalt kürzlich verstorbener Familienmitglieder zeigen, um einzelne, gezielt ausgesuchte Opfer (meist Kinder) weglocken und attackieren zu können. Andere Skinwalker sollen sich einen schlichten Spaß daraus machen, nachts einsamen Wanderern nachzusteigen und sie zu scheuchen.

## Kulturelle Hintergründe
Sowohl menschliche als auch übernatürliche Gestaltwandler sind in überraschend vielen Kulturen von Naturvölkern bekannt und gefürchtet. Im Falle des Skinwalkers sehen viele Volksgruppen das Wesen als das Ergebnis eines mächtigen Fluches an, der einer bestimmten Person auferlegt wurde, meist als Strafe für eine schwere Untat. Oder der Beschwörer belegt sich selbst mit dem Fluch. Personen (besonders Stammesmitglieder), die Mord und/oder Inzest begehen, können der Hexerei bezichtigt und verfolgt werden. Über die Existenz von Skinwalkern berichten nicht nur die Navajo, sondern auch die Hopi und gelegentlich auch die Zuñi.
Gestaltwandler treten dabei bereits in den ersten Schöpfungsmythen auf. In der traditionellen Ursprungslehre der Navajo hat alles Leben einen göttlichen Anfang. Jene „Urwelt“ oder „Erste Welt“ sei zunächst den Göttern und Ahnen vorbehalten gewesen und sie habe vier neue Welten hervorgebracht. Speziell in der zweiten Welt (Unterwelt) seien der „erste Mann“, die „erste Frau“ und die „beiden großen Kojoten“ erschienen. Und sie alle seien der Magie kundig gewesen, hätten Hexerei betrieben und sie durch Inzest weitergereicht. Inzest, Mord und/oder ähnliche schändliche Vergehen würden Menschen böse genug machen, um ihnen mithilfe von Ritualen schwarzmagische Kräfte zu verleihen. Schamanismus und Hexerei sind im Volksglauben der Navajo (und vielen anderen Indianervölkern) tief verwurzelt. Skinwalker und Hexen werden dabei als „natürliches Gegenstück“ zu Heilern und Schamanen angesehen. Sie gelten aber auch als mythologische Repräsentation von Tabubruch, Chaos und Lüge.
Dabei stellen die Skinwalker quasi ein Extrem dar: Indem sie (angeblich) Leichen schänden und/oder Menschen anfallen, um ihr Fleisch zu (fr)essen, verstoßen sie gegen die größten sozialen und religiösen Tabus innerhalb diverser Indianergemeinden. Die Hopi und Sioux überliefern Ähnliches, allerdings wissen sie auch von „guten Wolfsmenschen“ zu berichten. Diese sollen ihren Beschwörer begleiten, um ihn zu beschützen, oder sie werden ausgesendet, um Stammesmitglieder schützend zu geleiten. Tatsächlich wird speziell der Wolf in den Kulturen der Hopi, Sioux und der Cherokee eher mit positiven Konnotationen bedacht.
Die Navajo scheinen diesbezüglich eine Ausnahme zu sein: Sie fürchten Wölfe und Kojoten von vornherein als „Hexen in Verkleidung“. Dabei ist auffällig, dass sie Wölfe wie Kojoten gleichermaßen als Ma'ii Tsoh (dt. „großer Wolf“) bezeichnen. Dabei steht das Ursprungswort Ma'ii sowohl für „Kojote“ als auch für „Hexe“. Kojoten sind ohnehin als Fetischtiere deshalb so häufig und „beliebt“, weil sie in den Traditionen vieler Indianervölker vornehmlich als Trickster angesehen werden, die dem Menschen schaden wollen. Speziell die Navajo und die Hopi sehen in Kojoten „Boten des Unheils, deren Wort und Speichel alles vergiften, was sie anatmen“. Besessene Kojoten seien gar der menschlichen Sprache fähig. Obgleich die Navajo besonders Kojoten aufgrund der ihnen nachgesagten übernatürlichen Kräfte fürchten, betrachten sie das Tier als notwendigen Teil der Schöpfung und somit als „heilig“. Einen Kojoten zu töten, sehen sie deshalb als Frevel an.
Allen Überlieferungen gemeinsam ist die Art und Weise, wie ein Skinwalker angeblich entstehen soll: durch das Tragen oder Überstreifen von Tier- oder Menschenhaut. Generell gilt Haut in Schamanen- und Hexenkreisen als mächtiges Ritual- und Zauberwerkzeug. Je nach Gesinnung des Zauberers und/oder Beschwörers könne mit verhexter Haut sowohl Weiße wie auch Schwarze Magie gewirkt werden. Dabei gehen solche „Transformationszauber“ auf lang tradierte Jagd- und Initiationsriten zurück, die besonders verdiente und hochrangige Jäger und Schamanen eins mit der Natur und den zu jagenden Wildtieren werden lassen sollen. Der dabei gewünschte Effekt, der durch die Transformation erlangt werden soll, ist die Aneignung bestimmter Fähigkeiten und Instinkte des auserwählten Fetisch-Tieres. Neben Kojoten und Wölfen sind Eulen, Krähen, Füchse und Grizzlybären weitere beliebte Fetisch-Tiere. Dabei ist zu beachten, dass die Hexe oder der Schamane sein Fetisch-Tier nach dessen herausragendsten Fähigkeiten auswählt: Krähen und Eulen beispielsweise gelten als gute Späher, Wölfe und Kojoten als schnelle Läufer und Jäger.
Passend dazu werden Skinwalker auch in den Jagdmythen und Sagen der Navajo vielfältig thematisiert. Ältere Navajo überliefern und erzählen einander zahlreiche Anekdoten und Legenden, in denen angeblich Skinwalker ihre Dörfer heimsuchten, aufgescheucht und schließlich gejagt wurden. Die meisten dieser Erzählungen enden glimpflich, mit dem knappen Entkommen der/des Protagonisten. Andere Geschichten enden tragisch: Der Protagonist steigt dem Skinwalker nach und muss feststellen, dass er aus dem Dorf gelockt worden ist und seine Familie zwischenzeitlich von weiteren Skinwalkern ausgelöscht wird. In wieder anderen Anekdoten stößt eine Gruppe Jäger zufällig auf einen Skinwalker, jagt ihm nach und kehrt nicht mehr zurück.

## Moderne Rezeptionen
Viele traditionelle Kindermärchen der Navajo und der Hopi haben Skinwalker zum Thema. Diese wurden in früheren Zeiten überwiegend innerhalb einzelner Familien mündlich überliefert. Ähnlich wie moderne Märchen, enthalten die Skinwalker-Legenden gewisse Moralappelle: Sie sollen Kinder und Jugendliche dazu anhalten, sich niemals dem Bösen hinzugeben und sich auch nicht in schwarzer Magie zu versuchen. Auch sollen die Kinder durch solche Gruselgeschichten davon abgehalten werden, nächtliche Alleingänge zu unternehmen. Daher haben solche (und ähnliche) Überlieferungen für die Navajo und Hopi nicht nur einen erzählerischen, sondern auch einen erzieherischen Wert. Die heutige Überlieferung erfolgt dabei mündlich wie schriftlich. Und noch heute sollen viele Kinder und Jugendliche der Navajo und der Hopi an Skinwalker glauben. In moderneren Legenden, besonders aus den USA, wird der Skinwalker häufig mit Werwölfen gleichgesetzt und entsprechend beschrieben. Diese Gleichsetzung wird durch die häufigste Beschreibung der Navajo eines „klassischen“ Skinwalkers als „Mischwesen aus Mensch und Kojote/Wolf“ erleichtert. Die meisten angeblichen Augenzeugenberichte haben dabei Beinahe-Zusammenstöße von Autofahrern mit Skinwalkern auf verlassenen Landstraßen und Highways zum Inhalt. Die Skinwalker Ranch in Utah wurde nach angeblichen Sichtungen von den Skinwalkern ähnlichen Wesen nach diesen benannt. Die Ranch wurde in verschiedenen Büchern, Filmen, Dokumentationen und Zeitungsartikel popularisiert.
Das unheimliche und bedrohliche Wesen der Skinwalker wird gerne in Horrorfilmen, in Romanliteratur und in Computerspielen aufgegriffen und thematisiert:

Horrorfilme (Auswahl)
- Skinwalkers, US-amerikanischer Drama- und Mysteryfilm von Chris Eyre aus dem Jahr 2002[18]
- Skinwalkers, US-amerikanischer Horror- und Actionfilm von Jakes Isaac aus dem Jahr 2006[19]
- Skinwalker Ranch, US-amerikanischer Horror- und Found-Footage-Film von Devin McGinn und Steve Berg aus dem Jahr 2013[20]

Romane (Auswahl)
- Skinwalkers - A Leaphorn and Chee Novel von Tony Hillerman aus dem Jahr 2009[21]
- Skinwalker’s Bane von Tracy Cooper-Posey aus dem Jahr 2017[22]
- Skinwalker - Fluch des Blutes von Faith Hunter, Übersetzung aus dem Amerikanischen von Stefanie Zeller von 2012[23]

Computerspiele (Auswahl)
- Skinwalker, RPG-Horrorspiel von SnowOwl Creators.[24]